# 桂桥路站
桂桥路站原名金穗路站，位于中华人民共和国上海市浦东新区金桥镇川桥路与金穗路交叉口，是上海地铁14号线的地铁车站，也是其終点站。
该站的站线配置较为特殊。考虑到本站的出入库线坡度大、长度短，且车辆在出入库线需要进行信号转换，一旦转换失败有冲入车站的风险，特设安全侧线。

## 车站结构

### 车站楼层
| 地面层   | 出入口             | 1、3-4出入口                     |  |  |
| 地下一层 | 站厅               | 票务服务、自动售票机、人工服务台 |  |  |
| 地下二层 | ①站台              | █ 14号线 往封浜（金粤路）        |  |  |
|          | 岛式站台，左侧开门 |                                  |  |  |
|          | ②站台              | █ 14号线 终点站 落客站台         |  |  |

虽然桂桥路站位置较为偏僻，但是施工过程中还是需要穿越一条河流（曹家沟）和河上的公路桥。为此，施工过程中在曹家沟南北两侧分设工作井，二者通过自由断面管幕法相连完成站体施工。

## 车站出入口
桂桥路站目前开放4个出入口，各出入口如下所示：
| 出口编号            | 出口指示       | 照片 |
| ------------------- | -------------- | ---- |
| 1 · 出口            | 金穗路         |      |
| 3 · 出口 · （设有） | 金穗路，桂桥路 |      |
| 4 · A · 出口        | 金穗路         |      |
| 4 · B · 出口        | 金穗路         |      |
| 图例： 设有         |                |      |